# Karlstjärnen, Västerbotten
Karlstjärnen är en sjö i Skellefteå kommun i Västerbotten och ingår i Bureälven-Mångbyåns kustområde.